# جبهه (سازمان نظامی)

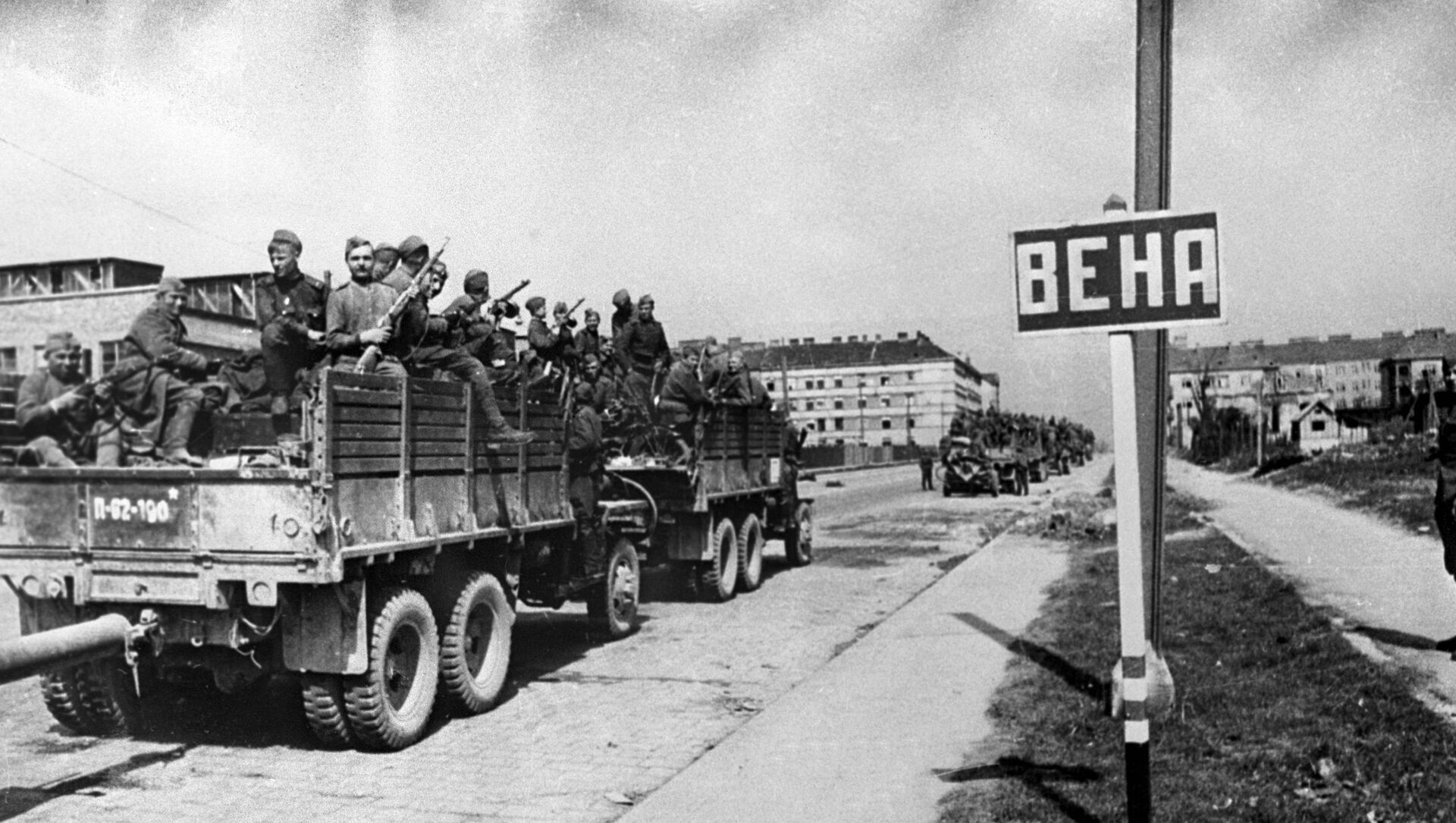
نمایی از نیروهای «جبههٔ دوم اوکراین ارتش سرخ» که در سال ۱۹۴۵ وارد وین شدند.

جبهه (روسی: фронт) نوعی تشکیلات نظامی است که پیشینه آن به امپراتوری روسیه بازمی‌گردد و تاکنون توسط ارتش لهستان، ارتش سرخ، نیروی زمینی شوروی و ترکیه مورد استفاده قرار گرفته است. واژه جبهه در سازمان‌های نظامی تقریباً معادل یک گروه ارتش در ارتش اغلب کشورهای دیگر است، هر چند اندازه آن متفاوت می‌باشد، اما به طور کلی شامل سه تا پنج ارتش میدانی است. واژه جبهه در یگان‌های نظامی را نباید با استفاده عمومی‌تر از جبهه نظامی، که توصیف یک منطقه جغرافیایی در زمان جنگ است، اشتباه گرفت.